# Obrovac (Bačka Palanka, Srbija)
Obrovac (ćir.: Обровац, mađ.: Boróc, njem.: Obrowatz ili Oberndorf)) je naselje u općini Bačka Palanka u Južnobačkom okrugu u Vojvodini.

## Povijest
Obrovac su prije Drugog svjetskog rata nastanjivali većinom Nijemci, tako da je prema popisu stanovništva iz 1910. godine, od 2.930 stanovnika njih 1.843 bili Nijemci što je 62,9%. Prema popisu stanovništva iz 1921. od 3.039 stanovnika njih 1.850 stanovnika su bili Nijemci što je 60,9%.

## Stanovništvo
Prema popisu stanovništva iz 2002. godine u Obrovacu živi 3.177 stanovnika,  od toga 821 punoljetni stanovnik, a prosječna starost stanovništva iznosi 40,1 godina (39,6 kod muškaraca i 40,7 kod žena). U naselju ima 373 domaćinstava, a prosječan broj članova po domaćinstvu je 2,71.
Prema popisu stanovništva iz 1991. godine u naselju je živjelo 1.077 stanovnika.
| Etnički sastav 2002. |            |        |
| Narod                | Stanovnika | %      |
| Srbi                 | 2.870      | 90,33% |
| Romi                 | 133        | 4,18%  |
| Mađari               | 27         | 0,84%  |
| Jugoslaveni          | 20         | 0,62%  |
| Hrvati               | 19         | 0,59%  |
| Crnogorci            | 10         | 0,31%  |
| Slovaci              | 8          | 0,25%  |
| Makedonci            | 2          | 0,06%  |
| Muslimani            | 2          | 0,06%  |
| Rusi                 | 1          | 0,03%  |
| Bugari               | 1          | 0,03%  |
| nepoznato            | 80         | 2,51%  |

| broj stanovnika | 3211  | 3445  | 3512  | 3174  | 3245  | 3242  | 3177  |
|                 | 1948. | 1953. | 1961. | 1971. | 1981. | 1991. | 2001. |

## Vanjske poveznice
- Karte, udaljenosti vremenska prognoza  Arhivirana inačica izvorne stranice od 24. travnja 2009. (Wayback Machine)
- Satelitska snimka naselja  Arhivirana inačica izvorne stranice od 20. veljače 2021. (Wayback Machine)